# Église Notre-Dame de Bréda
Pour les articles homonymes, voir Église Notre-Dame.
L'église Notre-Dame ou la Grande église (en néerlandais : Grote of Onze-Lieve-Vrouwekerk) est une église protestante de style gothique se situant sur la Grand-Place de Bréda, dans la province du Brabant-Septentrional, aux Pays-Bas.
La tour du clocher de l'église culmine à 97 mètres de hauteur.

## Histoire
Il est fait mention pour la première fois d'une église en pierre à Bréda en 1269. Le chœur est construit en 1410. Malgré l'effondrement du clocher en 1457, la construction de l'église est achevée en 1468. La reconstruction du clocher est achevée en 1509 et l'église prend son aspect définitif en 1547. Avec la réforme protestante, l'église cesse d'être un lieu de culte catholique pour devenir une église protestante à partir de 1637.

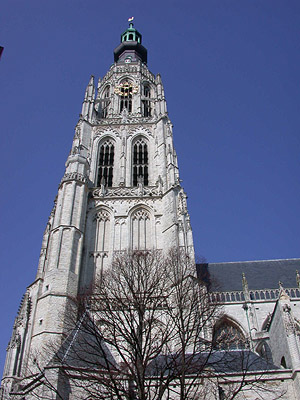
La tour de l'église.

La flèche de la tour du clocher est la proie d'un incendie en 1694 et est reconstruite en 1702. De 1843 à nos jours, l'église connaît de multiples restaurations, la dernière ayant été entreprise entre 1993 et 1998.
Réalisées en 1533 par le peintre italien Tommaso di Andrea Vincidor, dit Thomas Polonais, élève de Raphaël, les fresques ornant la voûte de l'église ont été restaurées en 2003.

## Ancien mausolée de la Maison de Nassau
L'ancien mausolée de la famille de Nassau se trouve dans la chapelle des princes (en néerlandais : Prinsenkapel) située au nord du chœur de l'église. C'est le prince Henri III de Nassau-Breda qui commande la construction de cette chapelle effectuée entre 1520 et 1525. 17 membres de la famille de Nassau ont été inhumés dans ce mausolée dont René de Chalon.
À la mort du prince d'Orange Guillaume le Taciturne en 1584, il est prévu de l'inhumer à Bréda où reposent ses ancêtres. Or à cette époque la ville est occupée par les Espagnols, avec qui il est en guerre. Il n'est par conséquent pas possible de l'inhumer à Bréda et le prince repose donc dans son dernier lieu de résidence à Delft, dans la nouvelle église. Désormais après lui, les membres de la famille d'Orange-Nassau, devenue la Maison royale des Pays-Bas en 1815, sont enterrés à Delft.